# Månestøv
|  | Sammenskrivningsforslag Artiklen Månestøv er foreslået føjet ind i Måneregolit. (Siden september 2022) Diskutér forslaget |

Da mennesket landede på Månen i 1969, observerede man, at månens overflade var dækket af et fint støvlag, der kaldes måneregoli.  Måneregoli er en kemisk sammensætning, der er statisk ladet, grundet de mange solvinde, månen gennem tiden er blevet ramt af. Af den grund fandt man ud af, at månestøvet klistrede sig til astronauternes rumdragter. Det klistrede månestøv forblev på rumdragterne, da månen ikke har en atmosfære. Der er derfor ingen vind, der kan blæse støvet af rumdragterne. Da astronauterne efter deres gå- og køreture på Månen skulle ombord på månemodulet igen, blev støvet blandet med fugten i modulet, hvilket gjorde at støvet faldt af rumdragterne. At månestøvet lå på gulvet af månemodulet var i begyndelsen intet problem, men da astronauterne vendte hjem, blev de påvirket af Jordens atmosfære. Dette gjorde, at månestøvet nu svævede rundt blandt dem, hvilket fik astronauterne til at inhalere månestøvet.  Astronauterne begyndte efterfølgende at nyse og hoste, og de fik høfeber-lignende symptomer. 
På Jorden undersøgte man månestøvet, og man fandt ud af, at det faktisk er meget farligt at inhalere. Månestøvet er små støvkorn lige så skarpe som glas, og derfor kan det skade menneskets lunger. Månestøv er derfor det største problem, når mennesker skal bygge en månebase en dag.